# Radomír Pavlíček
Radomír Pavlíček (* 28. června 1961 Brno) je český politik, od roku 1998 starosta obce Železné a od roku 2016 zastupitel a předseda výboru pro regionální rozvoj Jihomoravského kraje.

## Život
Vystudoval střední školu v oboru výpočetní techniky. Žije v obci Železné u Tišnova.

## Politické působení
Působí jako starosta obce Železné. Byl iniciátorem vybudování svazkové mateřské školy pro děti ze šesti obcí Dobrovolného svazku obcí Tišnovsko , jehož je předsedou. Podílel se také na vzniku nového rybníka v obci.
Na krajské úrovni vykonává od roku 2016 funkci zastupitele a předsedy výboru pro regionální rozvoj Jihomoravského kraje.
Je členem politického hnutí Starostové a nezávislí, kde působí jako předseda krajské organizace v Jihomoravském kraji.
V krajských volbách v roce 2020 obhájil z pozice člena hnutí STAN post zastupitele Jihomoravského kraje na kandidátce „Starostové pro jižní Moravu“ (tj. STAN a SOL).
Ve volbách do Senátu PČR v roce 2022 kandidoval za STAN v obvodu č. 55 – Brno-město. Do druhého kola volby však nepostoupil, když se se ziskem 14,21 % hlasů umístil na 3. místě.
V krajských volbách v září 2024 kandidoval jako člen hnutí STAN za uskupení „Starostové pro jižní Moravu“ (tj. hnutí STAN a hnutí SOL) do Zastupitelstva Jihomoravského kraje. Mandát krajského zastupitele se mu podařilo obhájit.